# Santa Isabel Ishuatán
Santa Isabel Ishuatán () é um município localizado no departamento de Sonsonate, em El Salvador.

## Transporte
O município de Santa Isabel Ishuatán é servido pela seguinte rodovia:
- RN-11, que liga o município de Izalco à cidade de Sonsonate
- CA-02, que liga o município de San Francisco Menéndez (Departamento de Ahuachapán) (e a Fronteira El Salvador-Guatemala, na cidade de Moyuta) à cidade de La Unión (Departamento de La Unión) [1]